# 지옥의 십자로
"지옥의 십자로"는 한국에서 제작된 강민호 감독의 1968년 영화이다. 박노식 등이 주연으로 출연하였고 우기동 등이 제작에 참여하였다.

## 출연

### 주연
- 박노식
- 문정숙
- 이대엽

## 기타
- 조명: 강용신
- 미술: 송백규